# جيرالد كاسيدي (رسام)
جيرالد كاسيدي (بالإنجليزية: Gerald Cassidy)‏ هو رسام أمريكي، ولد في 10 نوفمبر 1869 في كوفينغتون في الولايات المتحدة، وتوفي في 12 فبراير 1934 في سانتا فيه في الولايات المتحدة بسبب تسمم بأحادي أكسيد الكربون.

## معرض صور

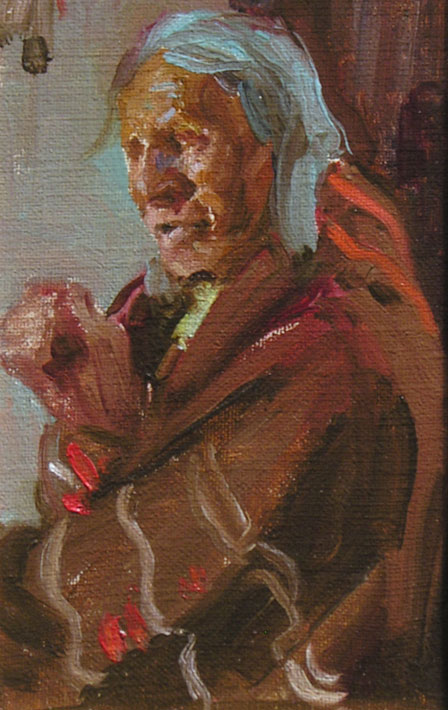
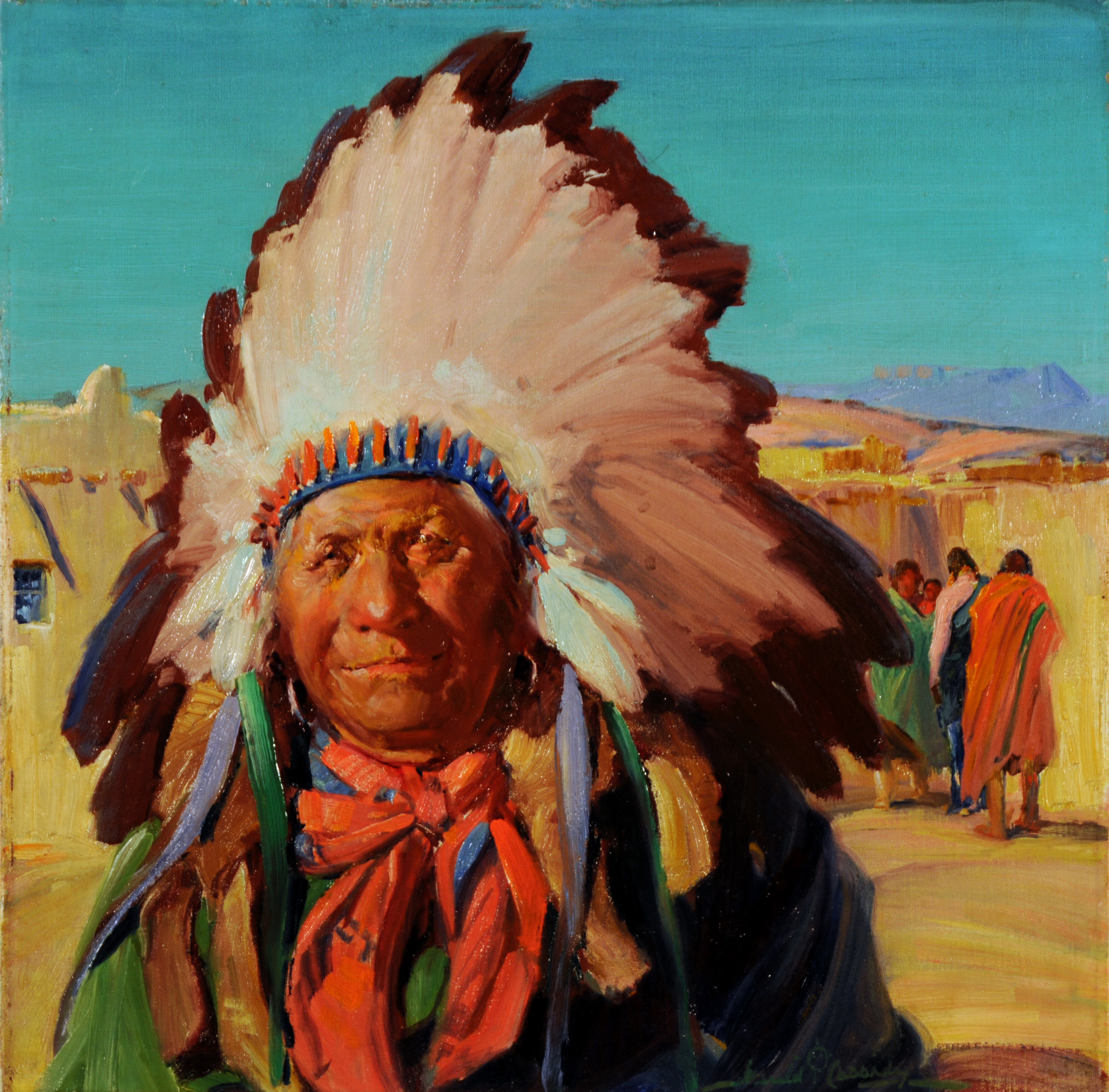
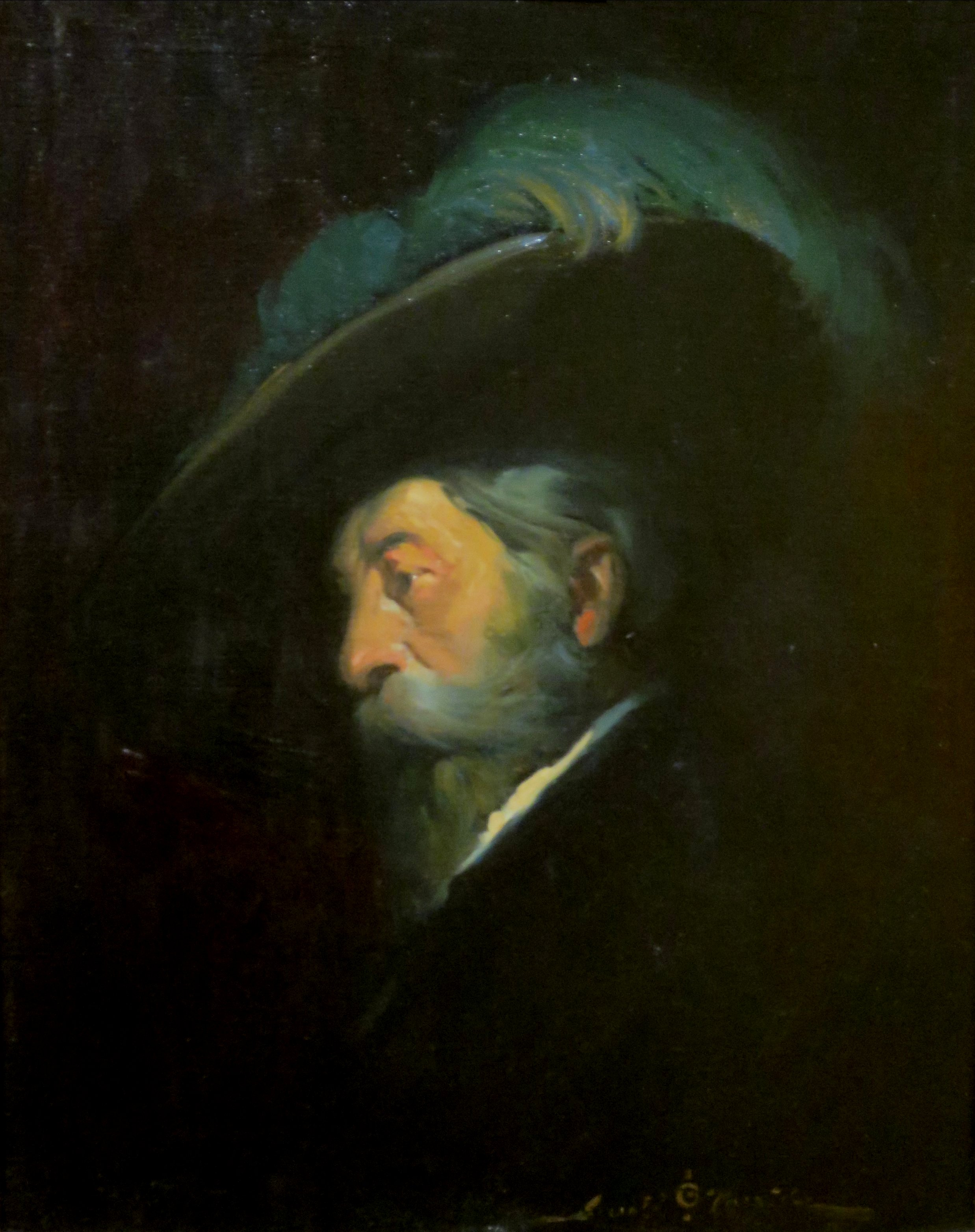
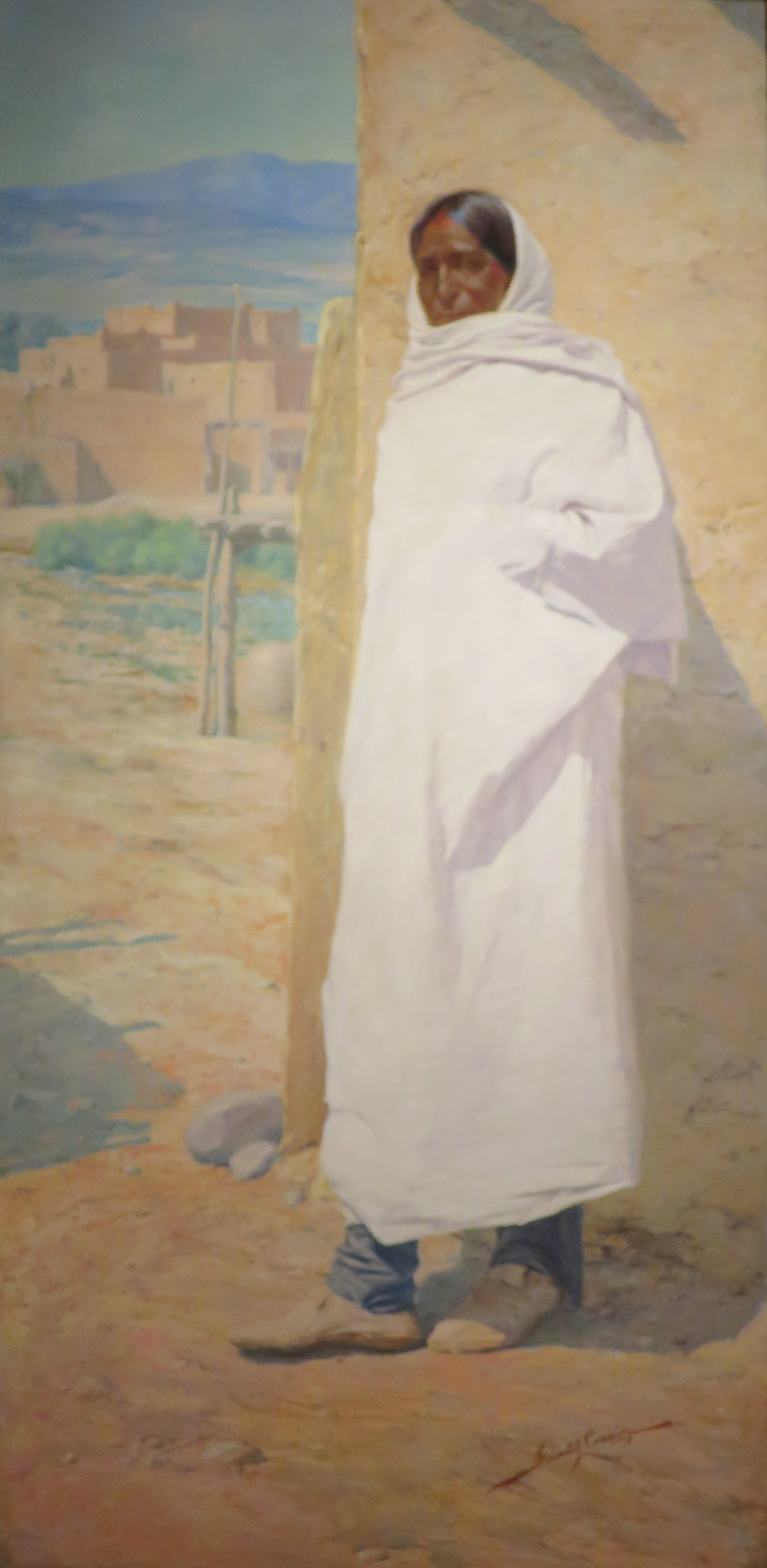
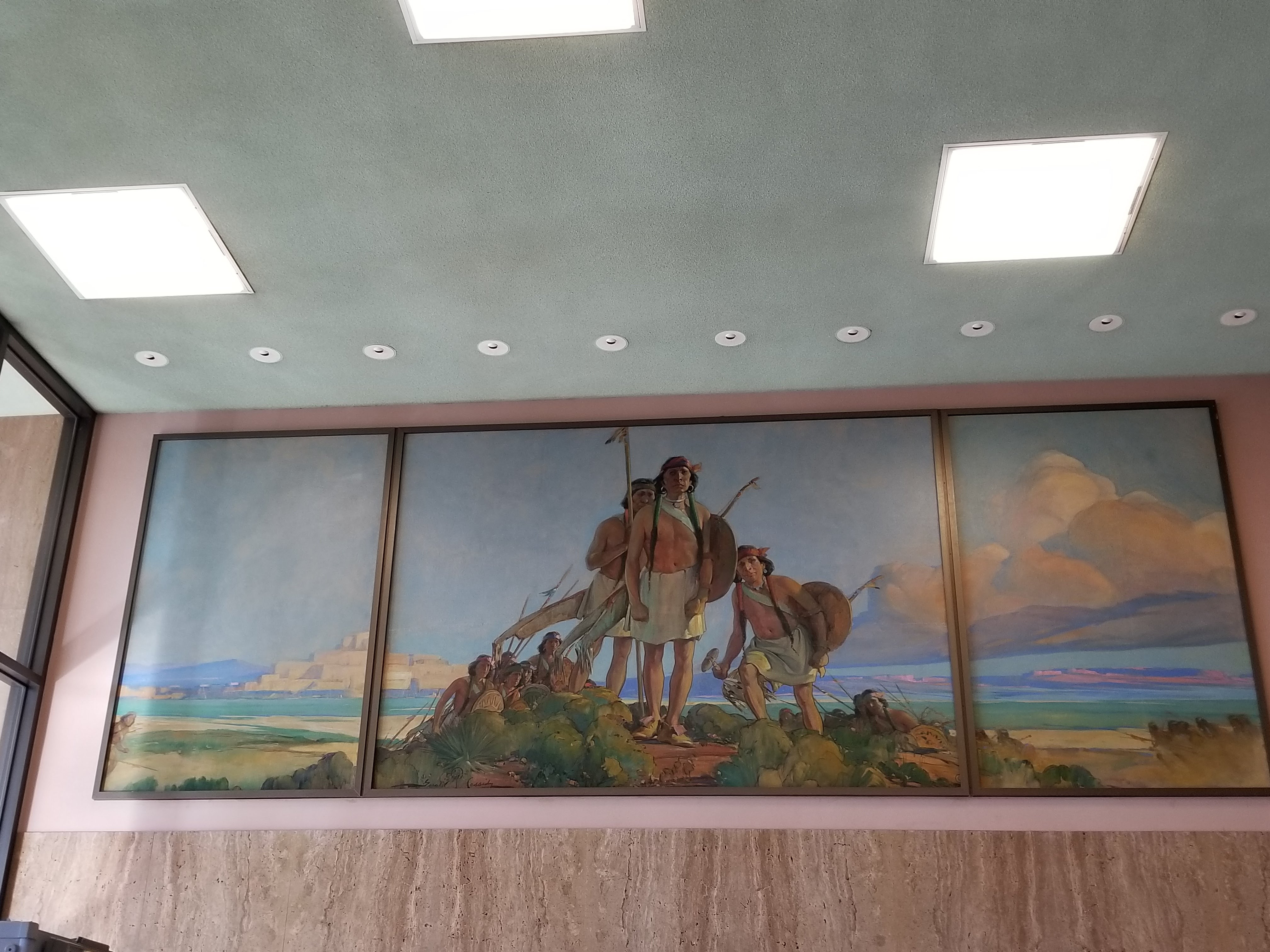
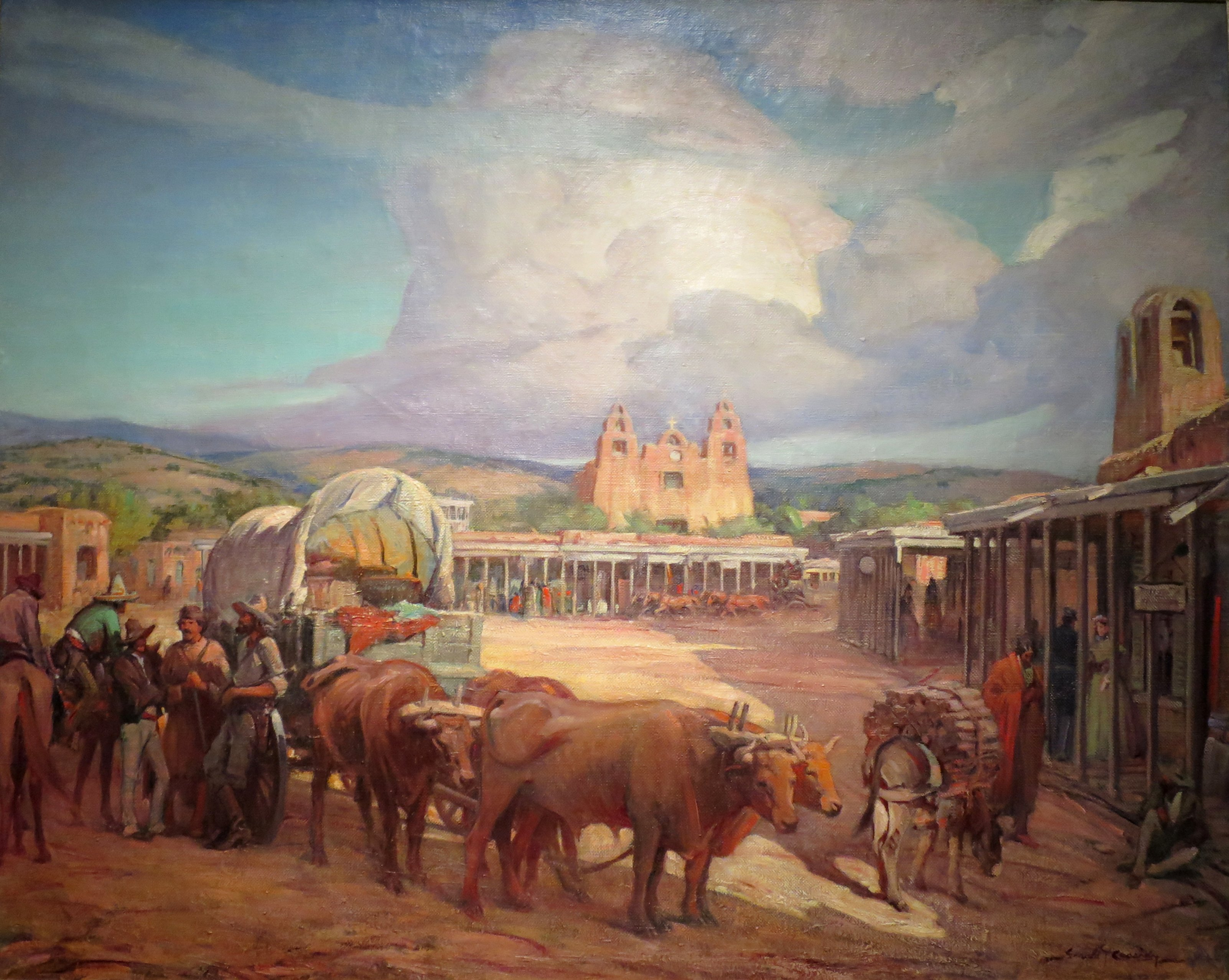